# Gorgorhynchoides
Gorgorhynchoides är ett släkte av hakmaskar. Gorgorhynchoides ingår i familjen Rhadinorhynchidae.
Kladogram enligt Catalogue of Life:
| Gorgorhynchoides | \| \| Gorgorhynchoides bullocki \| \| \| \| \| \| Gorgorhynchoides elongatus \| \| \| \| \| \| Gorgorhynchoides lintoni \| \| \| \| |
|                  | \| \| Gorgorhynchoides bullocki \| \| \| \| \| \| Gorgorhynchoides elongatus \| \| \| \| \| \| Gorgorhynchoides lintoni \| \| \| \| |
|                  | Australorhynchus |
|                  | |
|                  | Cathayacanthus |
|                  | |
|                  | Cleaveius |
|                  | |
|                  | Golvanacanthus |
|                  | |
|                  | Gorgorhynchus |
|                  | |
|                  | Hanumantharaorhynchus |
|                  | |
|                  | Leptorhynchoides |
|                  | |
|                  | Leptorhyncoides |
|                  | |
|                  | Megistacantha |
|                  | |
|                  | Metacanthocephaloides |
|                  | |
|                  | Metacanthocephalus |
|                  | |
|                  | Micracanthorhynchina |
|                  | |
|                  | Paracanthorhynchus |
|                  | |
|                  | Paragorgorhynchus |
|                  | |
|                  | Pseudauchen |
|                  | |
|                  | Pseudoleptorhynchoides |
|                  | |
|                  | Raorhynchus |
|                  | |
|                  | Rhadinorhynchus |
|                  | |
|                  | Sclerocollum |
|                  | |
|                  | Serrasentis |
|                  | |
|                  | Serrasentoides |
|                  | |
|                  | Gorgorhynchoides bullocki |
|                  | |
|                  | Gorgorhynchoides elongatus |
|                  | |
|                  | Gorgorhynchoides lintoni |
|                  | |

|  | Gorgorhynchoides bullocki  |
|  |                            |
|  | Gorgorhynchoides elongatus |
|  |                            |
|  | Gorgorhynchoides lintoni   |
|  |                            |